# Thysanopsetta naresi
Thysanopsetta naresi är en fiskart som beskrevs av Günther, 1880. Thysanopsetta naresi ingår i släktet Thysanopsetta och familjen Paralichthyidae. Inga underarter finns listade i Catalogue of Life.